# Edward Bennett
Edward Bennett (Cambridge, 28 novembre 1950) è un regista e sceneggiatore britannico.
Ha studiato all'Eton College.
Nel 1983 il suo film Ascendancy ha vinto l'Orso d'oro al 33° Festival Internazionale del Cinema di Berlino. L'anno seguente è stato membro della giuria. In seguito si è dedicato soprattutto alle serie televisive, dirigendo episodi di Bergerac, C.A.T.S. Eyes e Ispettore Morse.